# سراقة بن عمرو بن عطية
سُرَاقة بن عمرو بن عطية بن خنساء الخزرجي الأنصاري صحابي جليل من قبيلة الخزرج من الأنصار شهد مع النبي محمد ﷺ غزوة بدر وغزوة أحد وغزوة الخندق قال ابن سعد: «شهد سراقة بن عمرو بدراً وأحداً والخندق والحديبية وخيبر ويوم مؤتة وقُتِل يومئذٍ شهيداً فيمن قُتِل من الأنصار». وقال ابن إسحاق: «استشهد يوم مؤته مع جعفر بن أبي طالب رضي الله عنهما».